# 多々良川

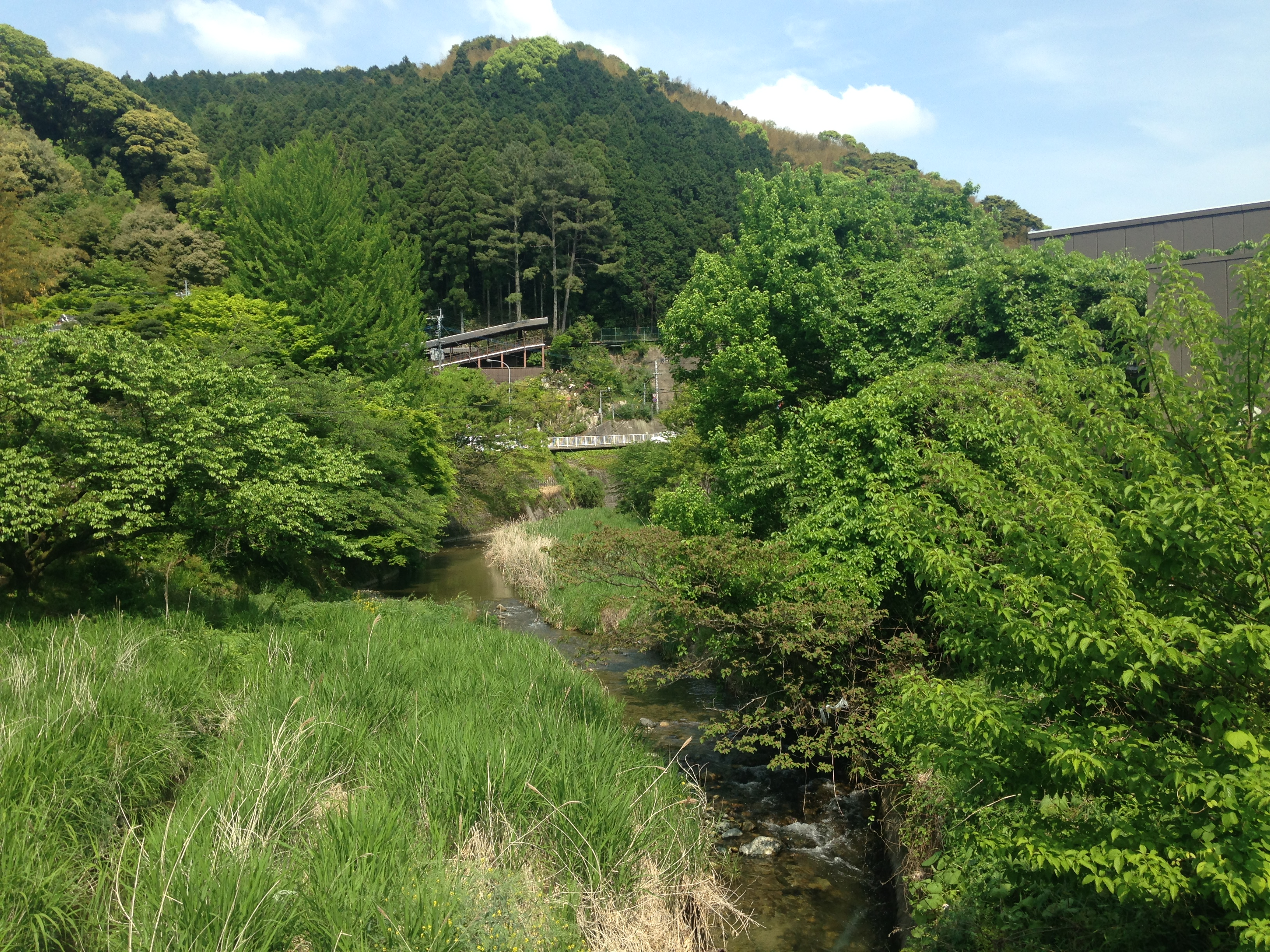
城戸南蔵院前駅前の多々良川上流部

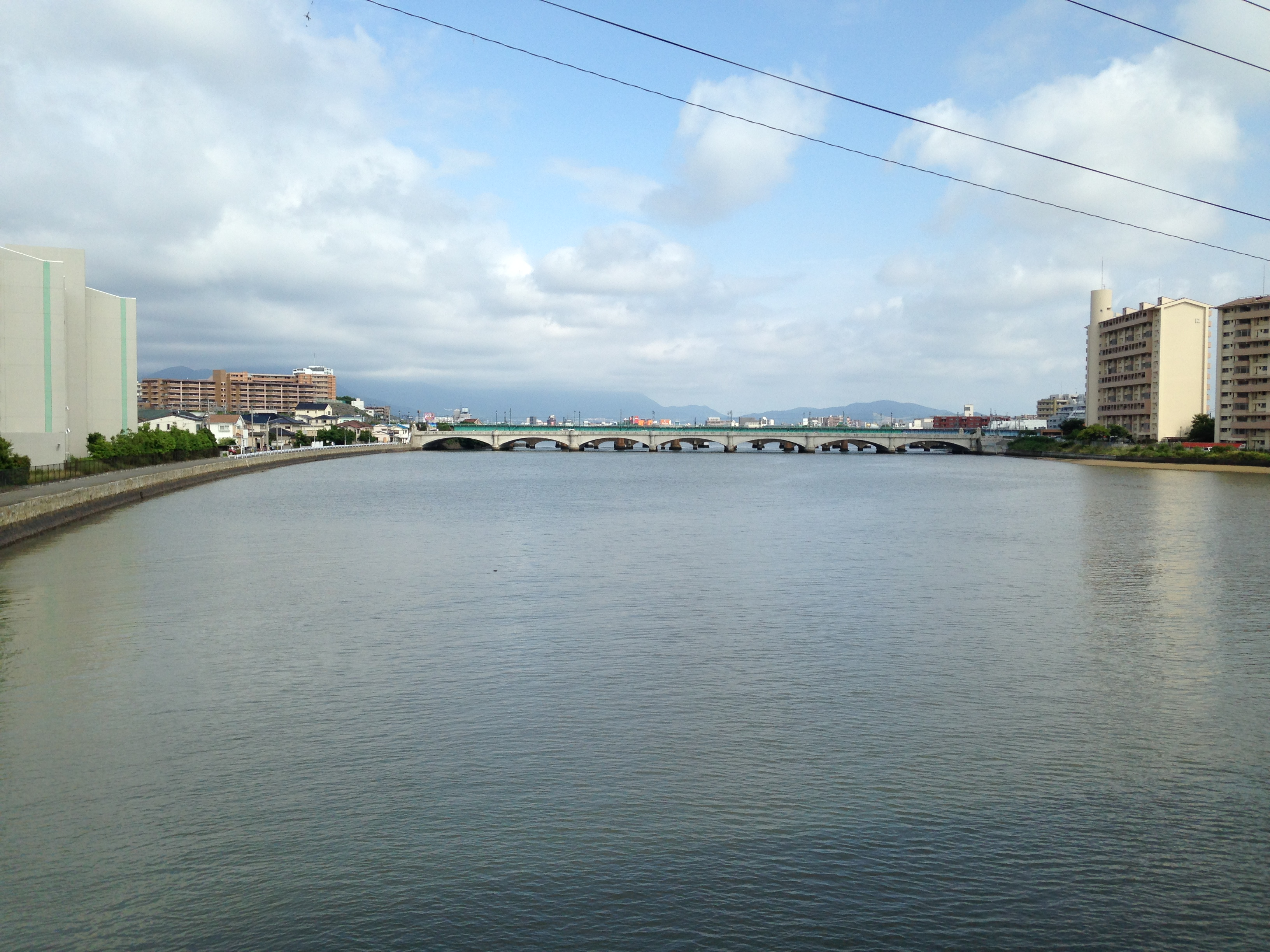
福岡高速1号香椎線の名島弁天橋より上流方面を望む

多々良川（たたらがわ）は、福岡県糟屋郡および福岡市を流れ、博多湾に注ぐ河川。二級水系多々良川の本流。

## 地理
福岡市東部の糟屋郡を西に流れ、福岡市東区名島と東区箱崎ふ頭の境界から博多湾に注ぐ。流路延長17.4 km。河口付近には、1933年に完成した7連アーチ橋「名島橋」がかかる。かつてシロウオ漁が盛んであったが、今では川の汚濁が進みシロウオが減少している。冬には、カモ類をはじめとする冬鳥の飛来地としても有名で、なかでもクロツラヘラサギは近年、毎年飛来しているようである。

## 由来
伝承に依れば、神功皇后の三韓出兵の際、大陸渡来の鋳物工がこの地に住み着き、多々良川の川砂の砂鉄で鋳物を作っていたことに由来するとされる。

## 主な支流
- 鳴淵川
- 猪野川
  - 久原川
- 宇美川
  - 仲山川
  - 井野川
  - 綿打川
  - 須恵川

## 流域の自治体
福岡県
糟屋郡篠栗町、久山町、粕屋町、福岡市（東区）

## 並行する交通

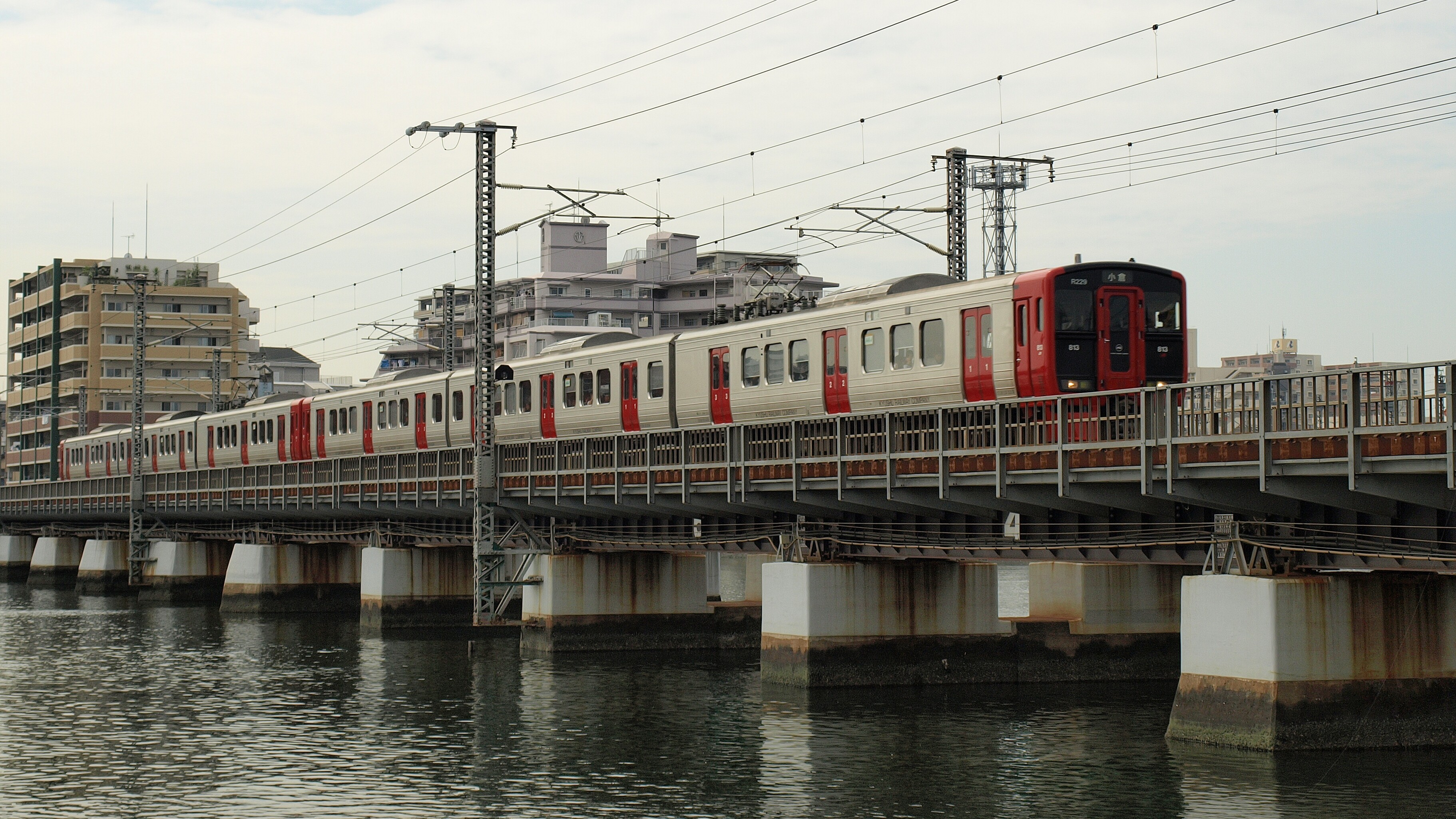
鉄橋を渡る鹿児島本線の普通列車

### 鉄道
- 九州旅客鉄道篠栗線（城戸南蔵院前駅～吉塚駅）

### 道路
- 国道201号

## その他
河口付近にあるJR鹿児島本線の多々良橋梁は鉄道写真（とりわけブルートレイン）の撮影地として有名で、しばしばここで撮影された写真が鉄道雑誌等に掲載されている。